# Hvars stadsvapen
Hvars stadsvapen (kroatiska: Grb grada Hvar) är den kroatiska staden Hvars heraldiska vapen. Tillsammans med stadsflaggan (där det historiska vapnet finns avbildat) utgör den staden Hvars främsta symbol.  

## Beskrivning
Hvars stadsvapen har två fält, det ena över det andra, åtskilda av en enkel linje. I det övre fältet och mot mörkblå bakgrund finns stadens skyddshelgon och beskyddare sankt Stefan I avbildad. Denne sitter på en gyllene (gul) tron iklädd vit dräkt och röd mantel. På huvudet bär han en gyllene (gul) påvlig tiara (en hög hatt med tre kronor och kors på toppen). I sin vänstra hand håller han en gyllene (gul) stav med kors samtidigt som han välsignar med sin högra hand.   
I stadsvapnets nedre del, mot gyllene (gul) bakgrund och i stiliserad form, finns staden Hvar avbildad. De avbildade byggnadsverken är vita och består av två torn och stadsmurar. De två tornen har en blå flagga vardera och stadsmurarna är anslutna till fästningen som är placerad centralt i det nedre fältet. Mellan tornen och under fästningen finns katedralen (till vänster) och Arsenalen (till höger) avbildade. Dessa byggnader ligger vid ett mörkblått fält som symboliserar havet.  

## Fotnoter
1. 1 2 3 4 5  ”Službeni glasnik grada Hvara (Staden Hvars offentliga gasett)”. Staden Hvar. 18 juni 2009. Arkiverad från originalet den 16 januari 2017. https://web.archive.org/web/20170116173612/http://www.hvar.hr/portal/dokumenti/sluzbeni-glasnik/Glas2009-04.doc. Läst 14 januari 2017.